# Siurana (Priorat)
Siurana és un poble del terme municipal de Cornudella de Montsant, a la comarca catalana del Priorat.
Està situat a 737 metres d'altitud, sobre una cinglera de roca calcària, a l'extrem de les Muntanyes de Prades i sobre el riu de Siurana. La població era de 41 habitants al cens del 2005. El castell de Siurana va ser l'últim reducte musulmà de Catalunya. El terme també comprèn l'església romànica de Santa Maria de Siurana.

## Geografia
L'antic terme de Siurana constitueix una unitat de territori un xic diferenciada de la resta del terme municipal al qual pertany: es tracta d'una vall conformada per la Serra de Prades i una part d'aquesta mateixa serra, concretament el seu extrem sud-oest. És un terme molt accidentat, amb elevacions considerables i uns fons de vall molt profunds. La part més suau és la meridional, a l'entorn del riu Siurana. Aquest riu ve del terme veí de la Febró, del Baix Camp, on es forma per l'adjunció de tot un conjunt de barrancs. El límit sud d'aquesta vall és el Serrat dels Colls, de 719 metres d'altitud, i els contraforts del Gallicant, que és dins del terme veí d'Arbolí. En aquest lloc el terme ateny l'altitud de 811 metres.
Després de travessar el riu Siurana, el termenal s'enfila cap a la Serra de Prades, pujant cap a la Moleta, de 1028 metres d'altitud. i el Coll de l'Andreu, on trenca cap al nord-oest, fins a arribar al cim de la Gritella, de 1089. En aquest lloc emprèn una altra carena que, respecte de l'anterior, va encloent la vall del Barranc de la Noguera: Serra de la Gritella, amb lo Puntal, ja esmentat, i les Solanetes, de 1053 m., el Tossal Pelat, de 974 m., la Marmolina, de 968, i Cantacorbs, de 922. Aquesta mateixa carena es va suavitzant alhora que emprèn la direcció sud-oest, fins a arribar al poble de Siurana, que és a 744 metres d'altitud. Dins d'aquest sistema queden tancades les valls del Barranc de l'Estopinyà, que baixa cap a la punta nord del Pantà de Siurana, i el riu de la Gritella, format bàsicament pel barranc de la Noguera abans esmentat. Nombrosos masos poblaven aquestes valls, però actualment, com el mateix poble de Siurana, està tot pràcticament deshabitat. Hi ha, tanmateix, un refugi per a excursionistes anomenat Refugi Ciríac Bonet, en record de Ciríac Bonet.
El punt més elevat d'aquesta part del terme és la Gritella, i el més baix, el Pantà de Siurana, a 470 metres.

## Història

### Orígens de Siurana
Els orígens de Siurana es remunten a èpoques prehistòriques. Tot i que no es coneixen restes de construccions prehistòriques, a la zona de Siurana s'hi han trobat nombroses pedres de sílex brunyides, les primeres l'any 1909. Segons el prestigiós doctor Vilaseca, Siurana va ésser un taller de fulles, entenent-se amb aquest nom el que els prehistoriadors coneixen com a làmines llargues i estretes, de secció triangular o poligonal, amb una cara inferior més o menys plana. Pel que fa a la cronologia del jaciment, sembla que es pot fixar cap al segon mil·lenni aC, potser amb orígens una mica anteriors, però el ple desenvolupament d'aquesta indústria arriba fins a l'època del bronze.

### L'emirat de Xibrana
Els musulmans penetraren a la península Ibèrica cap a l'any 711. El 714 ja estaven instal·lats al nostre país, seguint les antigues vies romanes com a itinerari de penetració. L'ocupació efectiva d'aquest territori es devia fer més endavant, de manera progressiva, donat que és possible que la primera població musulmana fos nòmada, i no s'assentés definitivament fins a mitjan segle ix. El territori de Siurana sembla que no va començar a tenir importància fins al segle xi, quan es va convertir en una defensa de primera línia de l'islam, principalment a partir de mitjans de segle, a causa dels primers intents del comte de Barcelona, Ramon Berenguer I, d'ocupar la ciutat de Tarragona, cosa que va provocar la retirada dels musulmans cap a fortificacions més segures a les muntanyes, retirada definitiva que no va tenir lloc fins que el comte Ramon Berenguer II va fer un primer intent seriós de restaurar la seu de Tarragona, a les darreries del segle xi. La situació estratègica de Siurana era molt important des del punt de vista militar, i va retardar durant molt de temps l'avanç cristià.

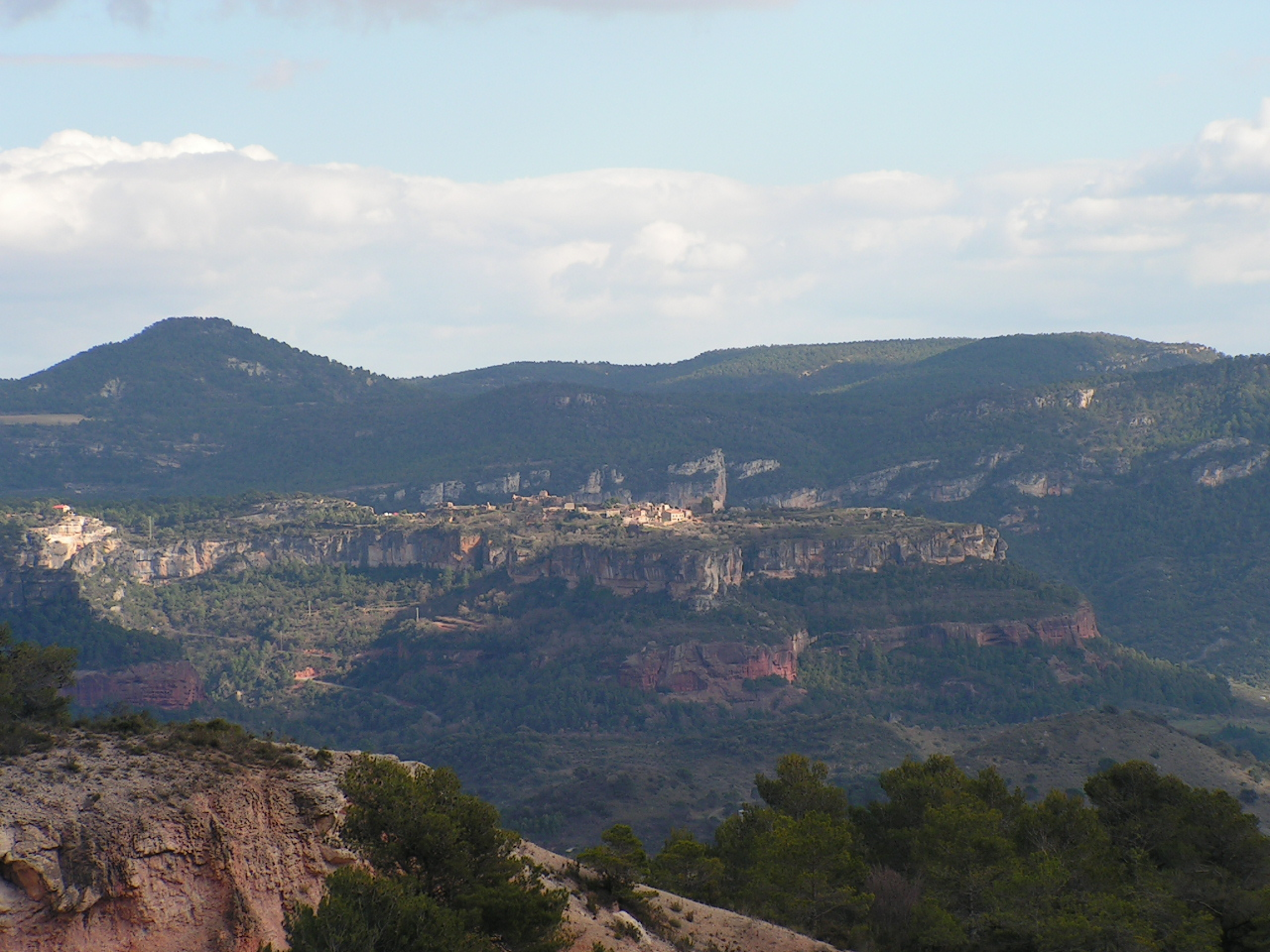
Vista de la situació estratègica de Siurana

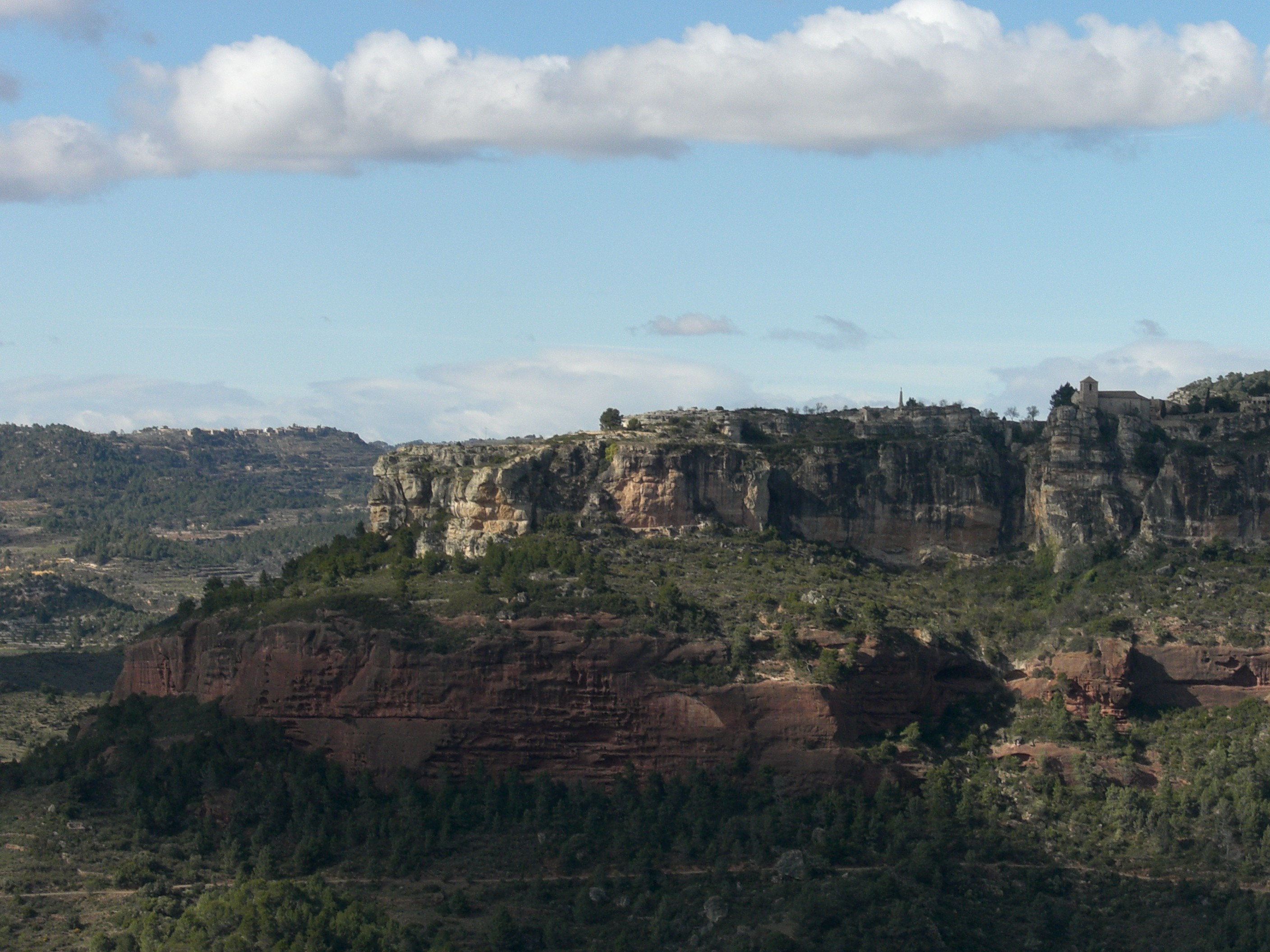
El cingle de Siurana

Les muntanyes de Prades i bona part del Priorat conformaven una marca fronterera organitzada entorn del castell de Xibrana. En aquella època, a cada castell li pertanyia un vast territori que portava el mateix nom del castell i que quasi sempre es tractava d'un topònim premusulmà (la pervivència d'aquests topònims pot ser deguda al fet que l'ocupació i organització d'aquests nuclis és anterior a l'arabització lingüística del país, com és el cas de Siurana, que és un topònim premusulmà: del llatí Severiana va passar a Xibrana -àrab- i finalment, a Siurana -català). Segons un document de 1154, els musulmans de Siurana van afirmar als cristians conqueridors del lloc que, fins al dia que el castell va ser ocupat, ells l'havíen tingut per espai de dos-cents vuitanta-quatre anys. Si aquesta notícia fos certa, la Siurana sarraïna es va formar l'any 869, data molt hipotètica però que té un punt de versemblança.
El castell de Siurana era el centre de la vida de l'extens territori que tenia sota el seu control: bona part de l'actual comarca del Priorat, així com del Baix i Alt Camp, la Conca de Barberà i les Garrigues. El territori estava organitzat en alqueries, com la Morera (petites unitats rurals formades per algunes dotzenes de cases i probablement amb terres col·lectives); i rafels (entesos com a dominis privats, tots sota l'esguard del castell), com ho podrien haver estat, si fem cas a la toponímia, Cabassers, Albarca, Margalef i potser Falset.
A partir del castell de Siurana, el seu territori s'estenia per diverses línies de torres. Una primera línia defensiva la formaven les torres a les actuals poblacions de la Morera de Montsant, Albarca, Ulldemolins, Prades, Alforja, la Mussara i l'Albiol, i un segon cercle, major, constituït pel Vilosell, Vimbodí, la Pobla de Cérvoles, Falset, el Pradell de la Teixeta, Cabassers, el Lloar, la Palma, la Torre de l'Espanyol i Vinebre. Hi hauria torres també a Alcover, l'Arbolí, Bellmunt del Priorat, les Borges del Camp, Colldejou, la Figuera, Margalef de Montsant, la Torre de Fontaubella i Vilanova de Prades.

### Conquesta de Siurana

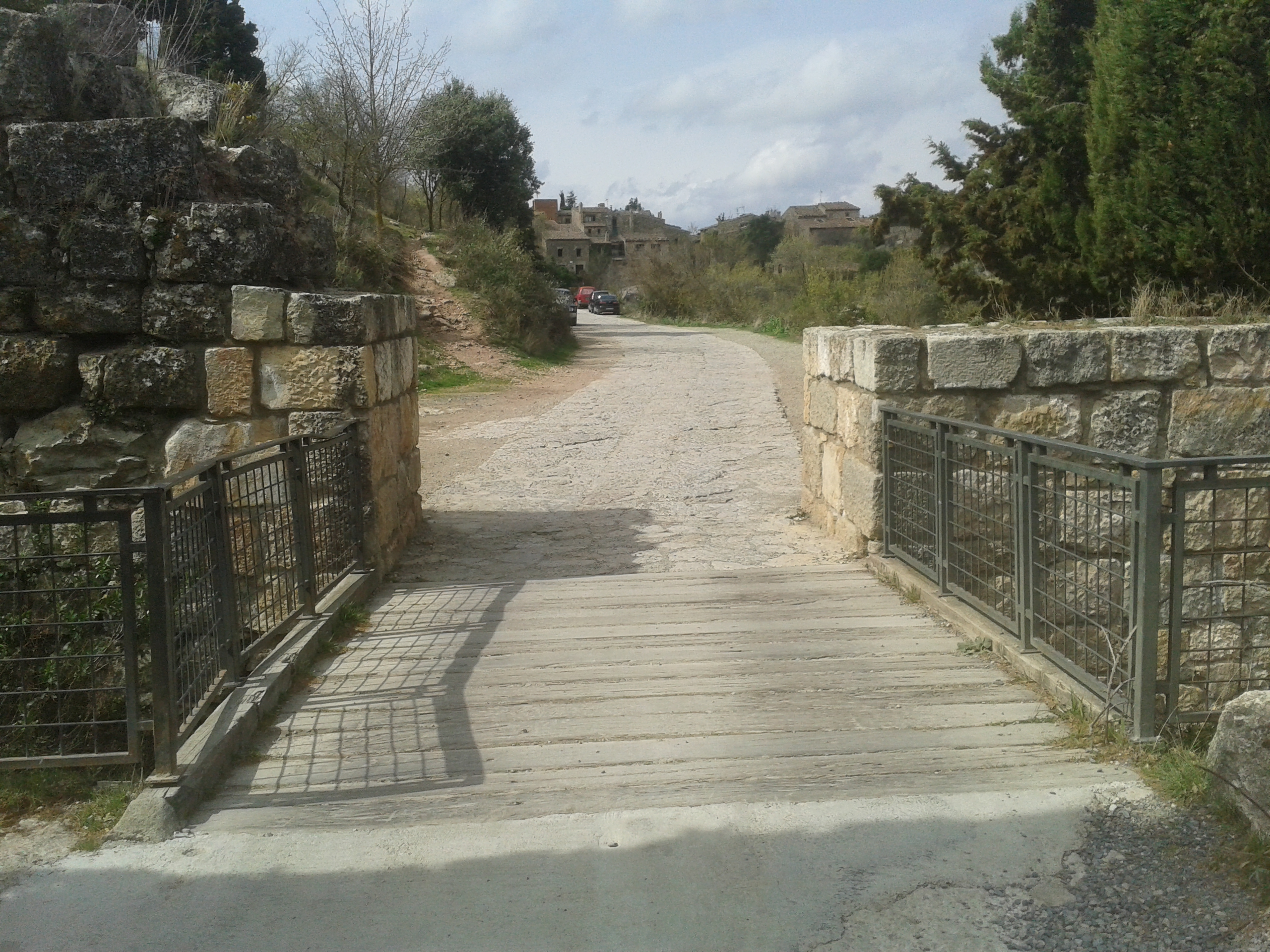
Entrada al castell i poble de Siurana, al punt on es trobava l'antiga porta principal i el pont llevadís.

El 17 de febrer de 1146 Berenguer Arnau va rebre el castell i la vila de Siurana. Aquesta donació permet suposar un primer intent de conquesta de les muntanyes, que devia fracassar, si és que es va arribar a intentar. Siurana restava en un indret pràcticament inexpugnable per a les armes i mitjans de l'època, i probablement el comte sobirà va preferir conquerir llocs amb més importància política i econòmica. Tarragona va ser restaurada l'any 1118, però fins al 1146 no es veu un veritable procés ocupacional del territori. Tortosa va ser conquerida el 1148, i Lleida el 1149. El 1151 els cristians estaven en els mateixos límits del valiat de Siurana, després de conquerir tota la zona de les Garrigues. L'Emirat de Xibràna restava, doncs, reclosa i envoltada per tots quatre costats, i la seva caiguda només era qüestió de temps.
L'ocupació dels territoris de Siurana va començar l'any 1153. Per la banda de la Conca de Barberà, els Cervera van arribar fins a Albarca per Capafonts i la Febró; Albert de Castellvell (fill del baró Guillem II de Castellvell) va envair el Priorat des del Coll de la Teixeta; Ramon de Ganagot ho va fer pel Coll d'Alforja. L'assetjament el va dirigir Bertran de Castellet. La data exacta de la conquesta del castell no és segura: alguns la fixen el 29 d'abril, dia en què el comte de Barcelona va atorgar una carta de població a Bertran de Castellet; d'altres l'han situat el 23 de novembre del mateix any; i d'altres el 12 de juliol de 1154. En tot cas, és segur que en el mes de setembre de 1154 Siurana ja portava un cert temps en mans de Bertran de Castellet, per la qual cosa la data final cal situar-la entre 1153 i 1154. Aquest mateix senyor temps més tard donà permís a l'eremita Ramon de Vallbona perquè alguns dels seus deixebles s'instal·lessin en el territori conquerit de Siurana. El setge del castell va donar lloc a llegendes inspirades en els grans esforços (ben reals) que els millors guerrers catalans van haver d'afrontar per conquerir Siurana, fortificada i situada en un indret del tot inexpugnable per als guerrers i mitjans de l'època. La llegenda de la Reina Mora justifica plenament el caire èpic de la conquesta de l'últim reducte musulmà de Catalunya.

### La llegenda de la Reina Mora
Explica una llegenda recopilada per l'escriptor Joan Amades que Siurana era el domini de la reina Abd-el-Azia, de gran bellesa. Els cristians, liderats pel senyor de Tarragona Amat de Claramunt, incapaços de conquistar la població, es van servir de les estratagemes d'un traïdor jueu, que els va oferir l'entrada al castell. Els cristians van penetrar i van matar gairebé tota la població, però Abd-el-Azia, segura de la seva fortificació, celebrava mentrestant una festa en una de les sales del palau amb la noblesa del lloc. De sobte, una fletxa va entrar per la finestra, i es va clavar a la taula. La reina, plena de pànic i veient-se derrotada, va pujar al seu cavall blanc i es va dirigir al precipici proper. Perseguida pels cristians i per evitar que el cavall per instint s'aturés davant l'abisme li va tapar els ulls, però l'animal, en adonar-se del perill, va voler parar i va clavar les potes a terra, de manera que va quedar l'empremta de la seva ferradura a la roca. Altres diuen que les marques de ferradura són l'impuls que va prendre abans del salt. Sigui com sigui, la tragèdia va ser inevitable i avui en dia es pot veure clavada a la roca l'empremta del cavall en el lloc que s'anomena el Salt de la Reina Mora.
Una altra variant conta que la reina estava banyant-se quan va veure com la ciutat era atacada. Davant la desesperació, va sortir nua de l'aigua i va muntar en el cavall per dirigir-se al precipici.

### La senyoria de Siurana
Conquerits terme i castell, s'integren al patrimoni reial i es posa al capdavant de la castlania a Bertran de Castellet i més endavant a Albert de Castellvell, ambdós partícips en la conquesta del territori. Amb la major part del terme islàmic de Siurana, exclosos Montblanc i Escornalbou que se separaren, es formà, en el regnat d'Alfons I, la batllia reial de les Muntanyes de Siurana, dita més endavant de les Muntanyes de Prades, governada per un batlle general que residí al castell. A partir de 1174, la batllia pertangué a la reina Sança, esposa d'Alfons I i, posteriorment, a les reines Leonor de Castella, Violant d'Hongria i Constança de Sicília. En alguns moments la senyoria fou cedida com a garantia de pactes o d'un emprèstit com en el cas de l'orde de l'Hospital l'any 1246. La batllia fou la base de la creació del comtat de Prades l'any 1324 per part de Jaume II.

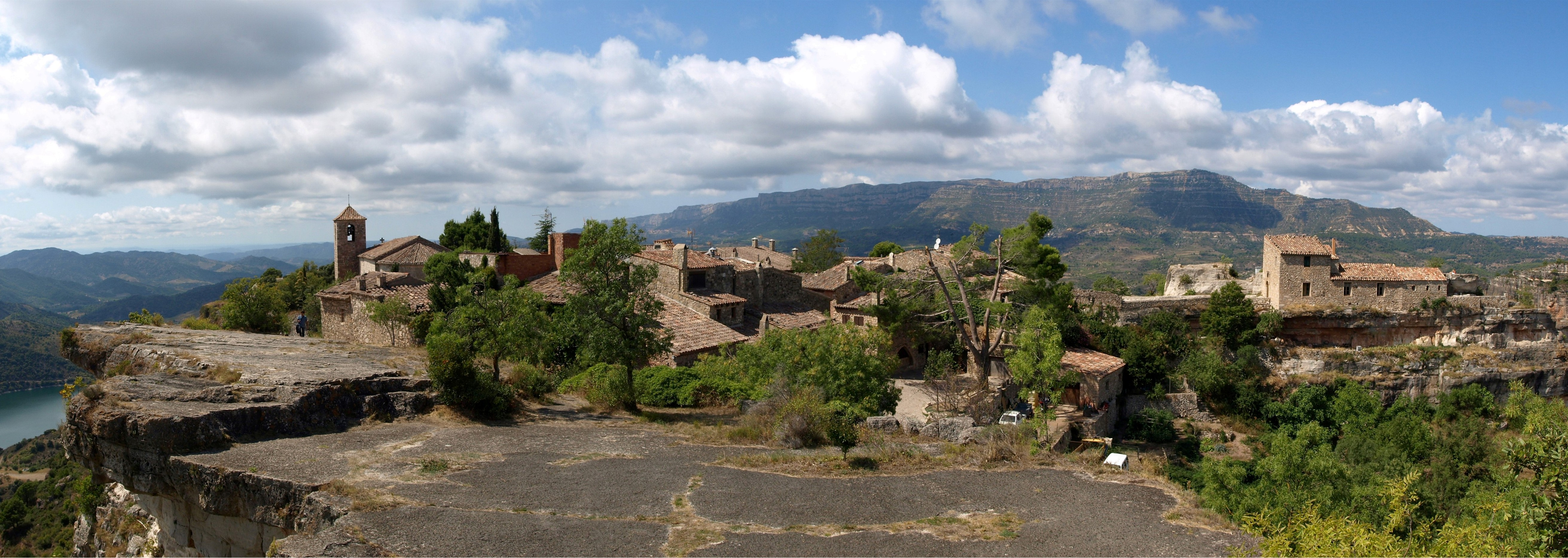
Vista panoràmica Siurana

Durant els primers temps cristians, la vila assolí un notable veïnat; fins i tot fou refugi del catarisme. La seva situació encimbellada, i un cop passat el perill sarraí, li feu perdre la capitalitat del territori davant Prades, amb millors condicions d'habitabilitat i comunicacions. Al segle xiii el castell de Siurana, ja lluny de la frontera, havia perdut valor com a plaça militar i es transformà en presó de l'alta aristocràcia. Per exemple, Roger Bernat III de Foix, detingut en el setge de Balaguer (1280). El pres més notable fou Carles el Coix (Carles II d'Anjou), príncep de Salern i després rei de Nàpols, clos a Siurana entre els anys 1286 i el 1288 i que fou alliberat després de lliurar tres fills en qualitat d'ostatges i una gran quantitat d'argent. Carles, Lluís i Robert d'Anjou van romandre a Siurana fins al 1295. Es diu que, per influència dels franciscans a Siurana, Lluís d'Anjou es va fer religiós i va arribar a ser bisbe de Tolosa i sant.
Durant la Guerra Civil catalana, contra Joan II d'Aragó, la fortalesa fou utilitzada (1462) com a punt de partida per part del comte de Prades Joan Ramon Folc III de Cardona i l'arquebisbe de Tarragona Pero de Urrea per a llurs atacs al Camp de Tarragona.
El rei d'Espanya Felip IV ordenà la seva destrucció l'any 1651 a la fi de la Guerra dels Segadors.
El 1812, durant Guerra del Francès, les tropes napoleòniques hi feren estralls.

### El Castell de Siurana

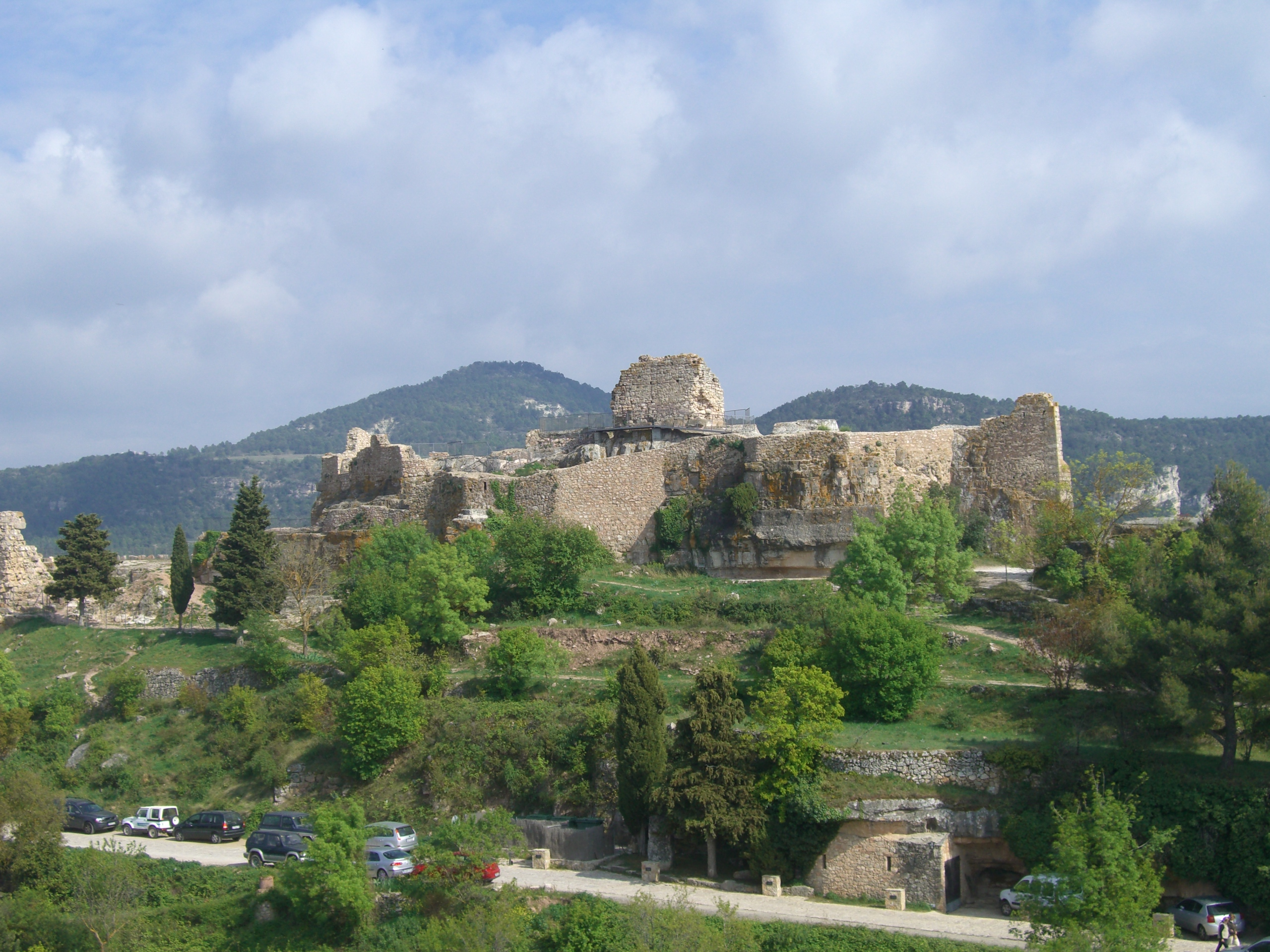
Vista del castell de Siurana

## Monuments

### L'església de Santa Maria o de la Mare de Déu de l'Aigua
L'església parroquial (Santa Maria) és un edifici romànic (s. XII-XIII); s'hi venera la imatge de la Mare de Déu de l'Aigua, també romànica, de gran devoció a la comarca (jubileu del 9 de maig).

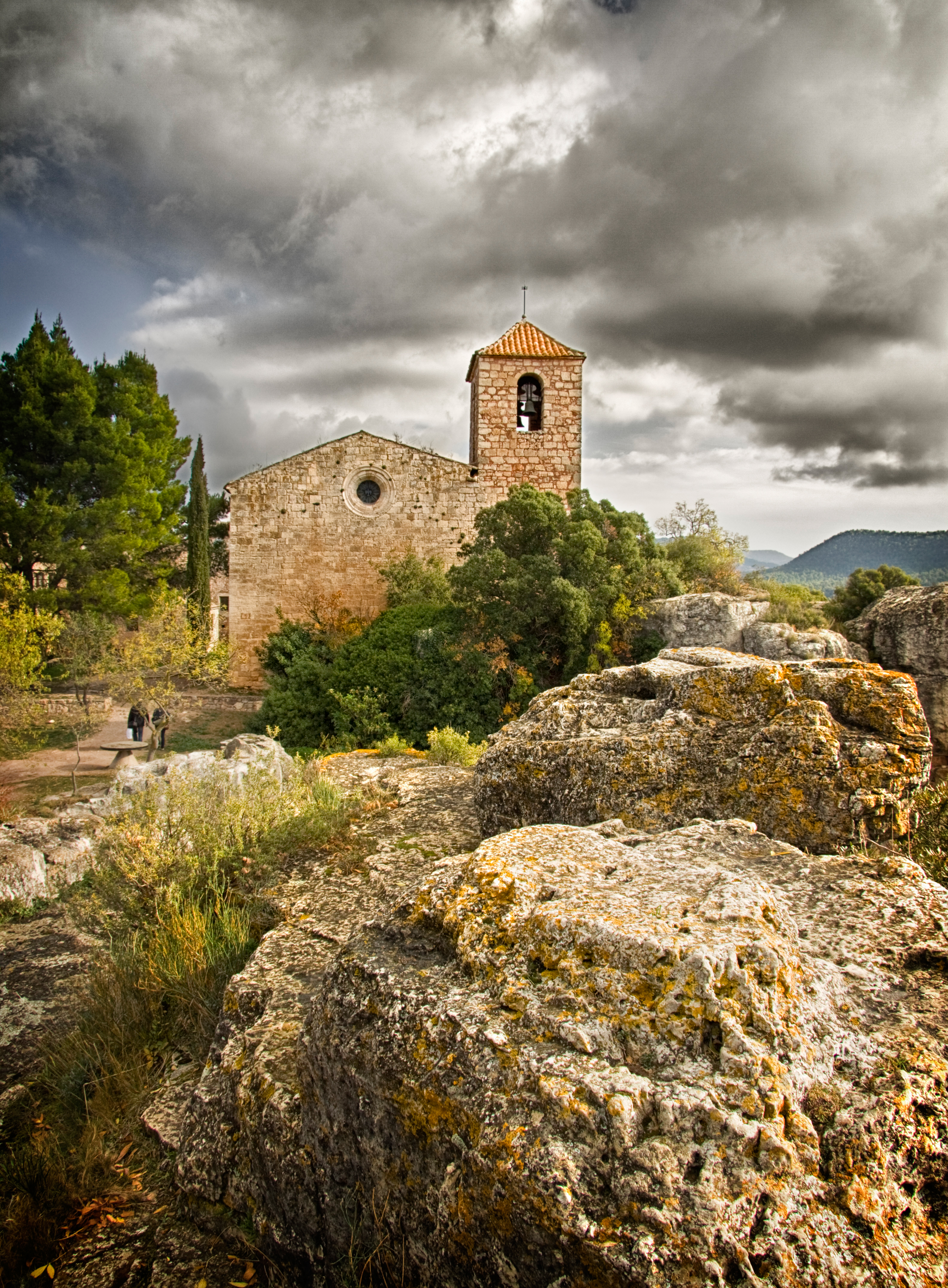
Església de Santa Maria de Siurana

Fundada poc després de la conquesta feudal del castell, la primera referència de la parròquia data del 1154, quan s'esmenta en la butlla del papa Anastasi IV concedida a l'església de Tarragona. La parroquia va arribar a ser molt extens, consta que al final del s. XII tenia nombroses esglésies sufragànies que es van anar separant, excepte la de Sant Andreu d'Arbolí, que es va mantenir sota la seva dependència fins a l'època moderna.
L'església és un notable edifici romànic molt ben restaurat, format per una sola nau coberta amb volta de canó de perfil apuntat i capçada a l'est per un absis semicircular. La capçalera es completa amb dues absidioles també semicirculars que, obertes a manera de nínxols dins el gruix dels murs, no són visibles exteriorment. La façana sud presenta dues finestres de doble esqueixada, i una altra obertura de les mateixes característiques se situa al mur nord. La finestra més destacable, de doble esqueixada, se situa al centre de l'absis, i la corona una arquivolta motllurada suportada per dues columnes amb capitells esculpits de motius vegetals. L'element més remarcable és la porta principal, emplaçada a la façana nord, on es concentra el conjunt escultòric més interessant. Consta de tres arquivoltes en gradació suportades per tres parelles de columnes amb capitells esculpits, i un timpà central amb la representació escultòrica de la crucifixió de Crist flanquejada d'un grup d'apòstols; es tracta d'un tema força innovador dins la iconografia, ja que no es representa sovint en els timpans catalans. Els capitells s'han decorat amb motius vegetals i figurats i, damunt seu, la línia d'impostes mostra una ornamentació molt original en forma de petxines.
Al sud-est de l'edifici hi ha un campanar de torre de base quadrada i coberta piramidal. A l'interior del temple, al presbiteri, destaca un retaule barroc i un cambril rococó amb la imatge de la Mare de Déu de l'Aigua, reproducció fidel d'una notable talla romànica robada l'any 1979. A l'exterior de l'edifici, al costat nord-est tocant a l'absis, hi ha un sarcòfag monolític de pedra que descansa sobre tres grans mènsules i conserva part de la seva coberta de doble vessant; aquesta peça, de datació incerta, s'anomena tradicionalment "Tomba de la Reina Mora".

## Escalada a Siurana
Les muntanyes de Siurana són un punt de trobada nacional i internacional per a la pràctica de l'escalada.

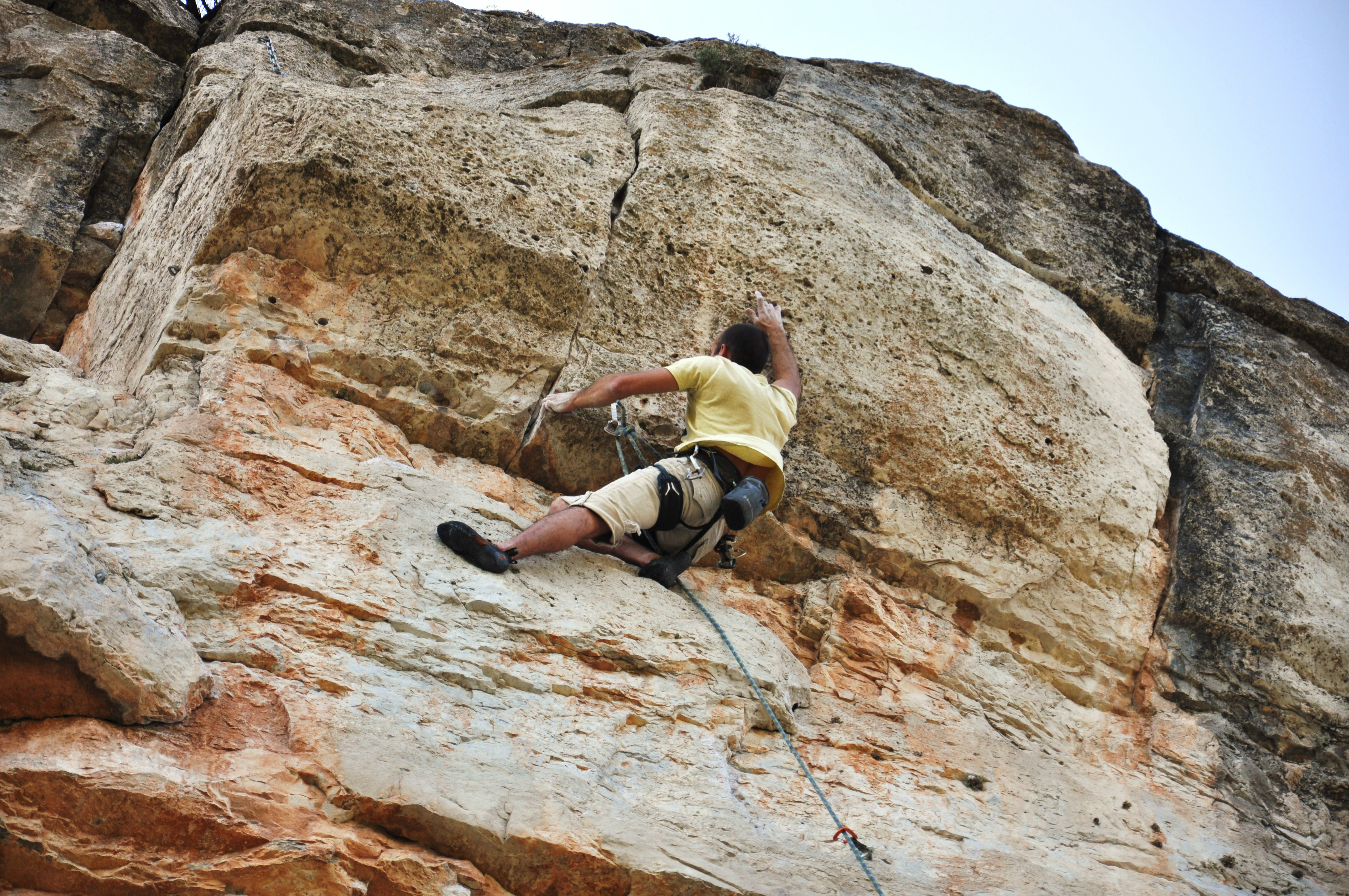
Escalada a Siurana

## Asteroide Siurana
El 29 de maig del 2010 el Minor Planet Center va anomenar l'asteroide 209540, descobert el 23 d'octubre de 2004 per José Manteca des de l'observatori de Begues, amb el nom de Siurana i amb la següent dedicatòria:
| « | (209540) Siurana = 2004 UK1 La vila de Siurana, al capdamunt de les escarpades Muntanyes de Prades, té una llarga història compartida pels antics romans, grecs i àrabs. Aquest bonic indret a una alçada de 770 metres és visitat per molts turistes de tot el món. | » |

Aquest asteroide de diàmetre de 2 km es troba entre les òrbites de Mart i Júpiter i té una òrbita de 3,24 anys.